# Fenyi (häradshuvudort i Kina)
Fenyi är en häradshuvudort i Kina. Den ligger i provinsen Jiangxi, i den sydöstra delen av landet, omkring 150 kilometer sydväst om provinshuvudstaden Nanchang.
Runt Fenyi är det ganska tätbefolkat, med 248 invånare per kvadratkilometer. Närmaste större samhälle är Xinyu, 17,7 km öster om Fenyi. I omgivningarna runt Fenyi växer i huvudsak blandskog.
Genomsnittlig årsnederbörd är 2 315 millimeter. Den regnigaste månaden är maj, med i genomsnitt 349 mm nederbörd, och den torraste är oktober, med 28 mm nederbörd.